# Tre sekunder (film)
Tre sekunder (engelska: The Informer) är en brittisk kriminal-thrillerfilm från 2019. Filmen är regisserad av Andrea Di Stefano, som även skrivit manus tillsammans med Matt Cook och Rowan Joffe. Den är baserad på romanen med samma namn av Roslund & Hellström.
Filmen hade premiär i Sverige den 27 september 2019, utgiven av SF Studios.

## Rollista (i urval)
- Joel Kinnaman – Pete Koslow
- Rosamund Pike – Wilcox
- Clive Owen – Montgomery
- Common – Grens
- Ana de Armas – Sofia Hoffman
- Joanna Kaczynska – Beata Klimek
- Edwin de la Renta – Smiley Phelps
- Sam Spruell – Slewitt
- Aylam Orian – Andrzej Dziedzic
- Karma Meyer – Anna Koslow
- Mateusz Kościukiewicz – Stake
- Peter Parker Mensah – Officer Franklin
- Arturo Castro – Daniel Gomez